# Polyscias purpurea
Polyscias purpurea là một loài thực vật có hoa trong Họ Cuồng cuồng. Loài này được C.T.White miêu tả khoa học đầu tiên năm 1935 publ. 1936.